# Belisario Domínguez, Chilón
Belisario Domínguez är en ort i Mexiko.   Den ligger i kommunen Chilón och delstaten Chiapas, i den sydöstra delen av landet, 800 km öster om huvudstaden Mexico City. Belisario Domínguez ligger 1 148 meter över havet och antalet invånare är 170.
Terrängen runt Belisario Domínguez är kuperad åt sydost, men åt nordväst är den bergig. Runt Belisario Domínguez är det ganska tätbefolkat, med 54 invånare per kvadratkilometer. Närmaste större samhälle är Yajalón, 8,5 km norr om Belisario Domínguez. I omgivningarna runt Belisario Domínguez växer i huvudsak städsegrön lövskog.